# リンクジャパン
株式会社リンクジャパン（LinkJapan Co., Ltd）は、 東京都港区芝に本社を置く、AIやIoTに関する事業などを展開する企業。 中国・カナダにも開発拠点を持つ。

## 概要
スマートホームを可能にするAIやIoTに関する製品・サービスの提供を主な事業としている。スマートホームという言葉が日本で定着する前からスマートホーム事業に携わっており、自らを「日本初のIoTスマートホーム専門企業」と称している。
当初はスマートリモコンやセキュリティカメラの販売を主に行っていたが、2019年にスマートフォン向けアプリの「HomeLink」をリリースして以降は、同アプリに住宅内の自社製品・他社製品・エネルギー・ヘルスケアをリンクさせて居住者が快適な生活を送ることができるようにするための「ホームプラットフォーム」の提供を事業の中心としている。また、ヘルスケア関連の製品・サービスを一本化するプラットフォーム「eMamo」の提供を通して、高齢者の在宅ケアやオンライン診察、病院や介護施設のデジタル化支援などにも注力している。

## 沿革
出典
2014年（平成26年）
- 4月：神奈川県横浜市にて設立。
- 8月 国内初Wi-Fi版スマートリモコンeRemoteをリリース[4]。

2015年（平成27年）
- 7月：スマートリモコンの2代目となるeRemote RJ3を発売。
- 8月： オフィスを横浜から品川に移転。

2016年（平成28年）
- 3月：ドランクドラゴンの番組『バカ売れ研究所』で紹介される。
- 7月：3代目スマートリモコンeRemote miniをリリース、クラウドファンディングサービスMakuakeにプロジェクト参加し目標額の700%を達成した[5]。

2017年（平成29年）
- 1月：5つのセンサを搭載したeSensor発売、日本版Google Nestとしてジャーナリストに紹介される[要出典]。
- 2月：フジテレビ地上波特集番組『人類の未来を変える』に取り上げられる[要出典]。
- 3月：セキュリティカメラeCameraをリリース 、Makuakeで600%近くを達成。
- 4月：本社を品川から芝に移転。
- 6月：世界初PLC（電力線通信）版スマートリモコンを開発成功、大手電力系企業に納品 。
- 8月：国内初電流センサ搭載コンセント直差しスマートリモコン eRemote Proを銀座プレスで発表、ソニーバンク共同プロジェクトにて11時間で協賛目標1000万円を達成[6]。 NHKニュースやテレビ東京WBSに取り上げられる。
- 12月：国内初スマートプラグePlugをリリース [7]、Makuakeで72時間で目標額達成。

2018年（平成30年）
- 4月：福岡県福岡市に福岡支店開設。
- 6月：IoTチップ事業を開始。第1段として、eCurtainを発売。
- 11月：Amazon Echo, Google Home日本上陸 、Amazon社と共同開発したスマートホームスキルが発表され、eRemote売り切れ続出[要出典]。
- 12月：アップル共同創業者のスティーブ・ウォズニアックが登壇するイベントに代表取締役の河千泰が登壇[要出典]。

2019年（平成31年/令和元年）
- 1月：人手不足問題を解決するため、水道メーターを遠隔検針できる国内初後付けスマートメーターeMeterをリリース。福岡春日那珂川水道企業団と実証実験開始[8]。
- 3月：国内初電動スマートカーテンeCurtainをリリース[9]。
- 10月：本格派スマートホーム“eLife”[10]サービスを提供開始。また、ヘルスケアサービス"eMamo"[11]を発表。日本経済新聞に掲載。
- 11月：プラットフォーム型スマートホーム統合アプリHomeLinkをリリース。
- 12月
  - 国内初非接触型体温センサーをリリース。テレビ東京『ワールドビジネスサテライト』で紹介される[12]。
  - 福岡県IoT認定制度に“eMamo（イーマモ）”と“eMeter（イーメーター）”が認定される[13]。

2020年（令和2年）
- 2月：「暮らしに役立つIoTの普及」USEFUL GADGET AWARDで、特許技術「QR-link」がランキング1位に選出される[14]。
- 6月：新型スマートリモコンeRemote5リリース[15]。
- 7月：給湯器大手メーカーノーリツ社と連携、HomeLinkから給湯器、床暖房操作可能に。[16]。
- 8月：国内初プライバシー保護機能付きスマートカメラeCamera2をリリース[17]。
- 10月
  - 新型コロナウイルス対策製品CO2センサー。eAir[18]をリリース、HomeLinkアプリから密を可視化、連日テレビを始めメディアに登場。
  - 福岡県IoT認定制度に“eLife（イーライフ）”が認定される[19]。
- 12月
  - 鍵メーカー最大手美和ロック社と連携、HomeLinkアプリから鍵を操作可能に [20]。
  - アップル社siriとも連携し、アップル社製品からHomeLink対応製品を音声操作可能に[21]。

2021年（令和3年）
- 1月：製品出荷台数30万台突破。
- 3月：高齢化社会問題を解決するため、在宅介護サービス「eMamoホーム」をリリース、株式会社SYLAに導入。
- 4月：新製品スマート照明スイッチとマルチボタンをリリース、主力製品の通信規格を国際標準規格Zigbeeに変更。
- 5月：病院と共同開発したスマートナースコールeBellをリリース[22]。
- 6月：脱炭素化社会を目指してエネチェンジ 社と業務提携[23]、電力会社と実証実験開始。
- 10月：環境省が実施するCO2削減プロジェクトに採択され、積水化学工業社と開発検証開始
- 11月：総務省後援ASPICアワード2021「環境貢献賞」受賞[24]。
- 11月：医療介護ベッド最大手パラマウント社と連携。[25]、睡眠状況に合わせて家電を自動操作。
- 12月：メディオテック社とHEMS連携、HomeLinkアプリから太陽光、蓄電池などのエネルギー情報へアクセス可能に。

2022年 （令和4年）
- 2月
  - オンライン診療最大手ファストドクターと業務提携。[26]、HomeLinkからオンライン診療可能に
  - シャッター最大手三和シヤッター工業と共同開発したスマートシャッターをリリース [27]。
  - アイリスオーヤマ社が共同開発したスマート冷蔵庫をリリース[28]、HomeLinkから庫内食材確認が可能に。
- 4月：東京オフィスを2倍に増床。
- 6月：関西電力グループ株式会社オプテージと資本業務提携を発表[29]、資本金を3億2千万に増資（資本準備金を含む）。
- 7月：スマートセルフ内覧システムをリリース[30]。
- 10月：九電グループと資本業務提携[31]。
- 11月：パラマウントベッド出資第一号に[32]。
- 12月：HomeLinkアプリとパイオニアが連携に成功。[33]。

2023年（令和6年）
- 1月：プロサーファーの吉田未来選手とスポンサー契約を締結[34]。
- 2月
  - CO2濃度に応じた自動換気が可能に 大京が開発する新築分譲マンションへ導入 〜リンクジャパン、タカラスタンダード、大京が連携協力〜[35]。
  - 国際連合よりSDGsロゴ掲載許可[36]。
  - 12月：日本中小企業大賞2023 新規チャレンジ賞市場開拓部門 最優秀賞を受賞[37]。

## 事業所
- 本社 - 〒108-0014 東京都港区芝4丁目7-1　西山ビル6F

- 開発センター - 〒108-0014 東京都港区芝4丁目7-1　西山ビル7F

- 福岡営業所 - 〒812-0013 福岡県福岡市博多区博多駅東2丁目9-5　池松ビル4F

- サポートセンター - 〒812-0013 福岡県福岡市博多区博多駅東2丁目9-5　池松ビル3F